# Three Dubs Tarn
Der Three Dubs Tarn ist ein See im Lake District, Cumbria, England. Der See liegt an der Westseite der Claife Heights, einem Bergrücken, der Windermere im Osten von Esthwaite Water im Westen trennt. Der See wird durch einen Damm im Südwesten aufgestaut und vereinigt dadurch  drei ursprünglich natürliche kleinere Seen. Der See hat vier unbenannte Zuflüsse, jeweils einen aus Osten, Westen, Norden und Süden. Der südliche Zufluss ist ein Seitenarm eines Zuflusses des Moss Eccles Tarn. Der See hat keinen erkennbaren Abfluss. Am südöstlichen Ufer des Sees nahe dem Damm gibt es ein Bootshaus.
Der See ist seit 1985 Teil des Claife Tarns and Mires Site of Special Scientific Interest. Der See zusammen mit dem Moss Eccles Tarn, dem Hodson’s Tarn und einer Reihe von weiteren kleineren Gewässern unterstützt bis zu 12 Arten von Libellen und weist eine reichhaltige Artenvielfalt an Wasserpflanzen auf.